# 暮蟬悲鳴時祭 盥回篇
《暮蟬悲鳴時祭 盥回篇》是專為PS2版本《暮蟬悲鳴時祭》及其改良版《暮蟬悲鳴時祭 碎片遊戲》遊戲而設計的獨有劇本。

## 簡介
圭一從大石那裡探聽到了有關綿流祭當天會有一人死亡一人失蹤的消息，而大家卻似乎在隱瞞什麼。而在魅音和禮奈詭異的行動後，使圭一產生了不信任…

## 概要
本篇中，詩音告訴圭一水壩殺人案時，圭一已經了解大家是不想讓他害怕而隐瞒殺人案，所以在之後的鬼隱篇疑神疑鬼要素沒有觸發。
大石也將園崎的幕後告訴圭一，使圭一擔心自己會不會被殺。
而圭一經過思考，認為自己什麼也沒做錯，應該平靜的生活。
10年後，平成年間，大石和赤坂來到東京去探望雛見澤大災難的唯一倖存者——魅音，但她已經“腦癱”，在大石的呼喚下，魅音聽到“雛見澤”後出現反應。她拿出撲克牌和看不見的夥伴進行社團活動，除此之外毫無反應。直到大石把禮奈的帽子交給魅音，魅音在大石和赤坂離開病房後凝視著帽子，整個人突然恢復意識，明白「大災難」的真相，並要求護士把大石叫回來...
翌日凌晨5時17分，魅音因急性心衰竭而病死。

## 
- （日語）—PS2版官方網站：「盥回篇」